# عبد المنعم سرور المعولي
عبد المنعم سرور المعولي هو لاعب عماني سابق ومساعد مدرب سابق لفريق السيب، شارك في عدة بطولات داخلية وخارجية مع أندية السيب، مسقط والسويق، من أهم الانجازات الداخلية حصوله مع نادي السيب علي ثلاثة كؤوس متتالية (كأس حضرة صاحب الجلالة) وحصوله علي بطولة الدوري مع نادي مسقط بالإضافة إلي بطولة كأس حضرة صاحب الجلالة وبطولات مختلفة مثل بطولة النخبة ومع نادي السويق بطولة الدوري.

## المشاركات الخارجية
شارك في عدة بطولات خارجية أهمها حصوله مع نادي مسقط في بطولة مجلس التعاون الخليجي المقامة في الكويت بنظام التجمع علي المركز الثالث خليجياً عام 2005 ، وبطولات الاتحاد الآسيوي مع أندية مختلفة.